# TPB AFK
A TPB AFK: The Pirate Bay Away From Keyboard (jelentése ’TPB AFK: The Pirate Bay távol a billentyűzettől’) egy 2013-ban bemutatott svéd dokumentumfilm, amely Simon Klose rendezésében készült, és a The Pirate Bay weboldal három alapítójának – Peter Sunde, Fredrik Neij és Gottfrid Svartholm – az életén alapul. A film forgatási folyamata 2008 nyarán kezdődött és 2012. február 25-én fejeződött be. A bemutatóra 2013. február 8-án került sor.

## Történet
A TPB AFK: The Pirate Bay Away From Keyboard cselekménye egy film noir történéseihez hasonlít.

## Készítése
A film weboldala 2010. augusztus 28-án indult el, ugyanakkor, amikor a Kickstarter vállalat kampányt szervezett $25 000 amerikai dollár összegyűjtésére, hogy új szerkesztőt alkalmazzanak a fellebbezési bíróság perét követően. A kampány már három napon belül elérte célját, és 1737 támogatónak köszönhetően összesen 51 424 dollár gyűlt össze. 2011 februárjában Svédország kormányának Konstnärsnämnden nevű művészeti támogatási bizottsága további 200 000 svéd koronát (mintegy 30 000 amerikai dollárt) adományozott a projektnek.

## Megjelenése
A dokumentumfilm teljes változata Creative Commons BY-NC-ND (Nevezd meg! – Ne add el! – Ne változtasd!) licenc alatt jelent meg a The Pirate Bay és a BitTorrent oldalakon. Ezen kívül egy négy perccel rövidebb terjedelmű verziót is megjelentettek ugyanabban az időpontban azok számára, akik újra szeretnék szerkeszteni a filmet egy saját változat elkészítésének céljával. Ez a filmváltozat egyes szerzői jogok miatti korlátozott tartalmak eltávolításával készült, és Creative Commons BY-NC-SA (Nevezd meg! – Ne add el! – Így add tovább!) licenc alatt adták ki.
Azok, akik az online adományozási lehetőségektől eltekintve támogatni szeretnék a film készítőit, megvásárolhatják a DVD-verziót vagy a digitális letöltést. A DVD előrendelési ára $23 dollár, a digitális letöltésé pedig $10 dollár; utóbbi tartalmazza a kivágott jeleneteket és a bónusztartalmakat. Előrendeléseket a film hivatalos honlapján keresztül lehet tenni. A TPB AFK bemutatójára a 63. Berlini Nemzetközi Filmesztiválon került sor 2013. február 8-án; a film nyitotta a fesztivál dokumentumfilm-szakaszát, és pontosan ugyanekkor jelent meg az online ingyenes vagy fizetős változata a YouTube és a The Pirate Bay oldalain. 2013. február 19-én az Egyesült Királyságban a BBC Four is sugározta a BBC dokumentumfilmeket bemutató Storyville című tv-sorozatának részeként.

## Fogadtatása
Peter Sunde, a The Pirate Bay társalapítója és a film főszereplőinek egyike a következőket írta blogjában: „kevert érzéseim vannak a filmmel és annak megjelenésével kapcsolatban”. Miközben kedveli a technikai megoldásokat, komoly problémái vannak a film egyes jeleneteivel és az általános hozzáállásával. Indoklása szerint a film túl nagyon a bírósági ügyre helyezi a hangsúlyt, túl sötét képet fest róla és másképp mutatja be őt, mint ahogy önmagát ismeri. Habár különböző nézeteik vannak az alkotást tekintve, Sunde a barátjának tekinti a TPB AFK rendezőjét, Simon Klosét.